# Stade olympique d'Al Mina'a
 (janvier 2023).
Le stade olympique d'Al-Mina'a est un stade multifonction à Bassorah, en Irak, qui est principalement utilisé pour les matchs de football et accueille les matchs à domicile d'Al Mina'a Bassora, après avoir remplacé l'ancien stade Al Mina'a. Le stade a une capacité de 30 000 spectateurs et a été inauguré le 26 décembre 2022.